# Обералеч (льодовик)
Льодовик Обералеч (нім. Oberaletschgletscher, Верхній Алецький льодовик) — долинний льодовик на південному схилі Бернських Альп кантоні Вале, Швейцарія. З 1870 року (дата початку вимірів) льодовик майже постійно зменшується і за цей час відступив вже майже на 1,5 км.

## Опис
Льодовик розташований на висоті між 3890 та 2144 м.н.м. (з урахуванням фірнів, за вимірами 2001 року) та має південно-східний ухил стікання.
За вимірами у 2000 році, Обералеч мав довжину 9 км, середню товщину до 1 км та площу бл. 22 км². В 2007 році, ширина льодовика складала лише 8,8 км. Новіші виміри поки не здійснювались через велике накопичення крихкого снігу на льодовику і довкола.
Свій початок льодовик Обералеч бере з двох приблизно однакових за розміром рукавів:
- східного (власне Обералеч), що бере початок на південно-західному схилі гори Алечхорн на висоті близько 3 700 м.н.м., стікаючи з обриву, поєднується з іншими фірнами і тече переважно на південь, обмежений горами Шінхорн з заходу та Гайссхорн зі сходу;
- та західного (льодовик Байх, нім. Beichgletscher), що бере початок на східному схилі покритої льодовиками гори Брайтхорн теж на висоті приблизно 3 700 м.н.м. і тече переважно на схід, обмежений горами Нестхорн на півдні та Шінхорн на півночі.

Обидва рукави з'єднуються в долині у підніжжя гори Нестхорн і далі льодовик повертає та тече на південний схід по глибокій долині між горами Спархорн (3 021 м.н.м.) та Гроссен Фуссхорн (3 627м) до льодовика Алеч, але не сягає його.
Язик льодовика сьогодні закінчується на висоті бл. 2 150 м, але він дуже рихлий.
Тала вода впадає у річку Масса, яка є витоком з Алецького льодовика і притокою Рони.
Протягом Малого льодовикового періоду всередині 19-го сторіччя, льодовик Обералеч мав найбільші розміри та поєднувався через заповнений льодом каньйон Обералеч з Алецьким льодовиком. Цей зв'язок обірвався бл. 1878 року.

## Альпінізм
На висоті 2 640 м.н.м., над місцем злиття двох рукавів Обералеча розташований прихисток [недоступне посилання з липня 2019], якою управляє Swiss Alpine Club.
Раніше доступ до цього прихистку був доступний тільки через льодовики.
Але 2005 року до прихистку прокладена панорамна туристична тропа південно-західному схилу Фуссхорну. Тропою можна дістатися від гірської станції Белальп до прихистку за 4-5 годин ходу.